# Réserve naturelle de Kivatch
La réserve de Kivatch (en russe : Кивач Заповедник, en finnois : Kivatsun luonnonpuisto) est l'une des plus anciennes réserves naturelles de Russie (zapovednik). Elle est située dans le raïon de Kontupohja en république de Carélie.

## Présentation
La réserve a été créée le 11 juin 1931 par l'Académie des sciences de l'URSS pour protéger la nature dans le Nord de la Russie. Depuis la période d'après-guerre, la réserve n'a plus seulement un but de protection de l'environnement, mais des recherches scientifiques y sont menées au sujet de la taïga carélienne.
La  réserve naturelle de Kivatch est d'une superficie de 109 km2. Une zone tampon d'une superficie de 62 km2 a été établie autour de la réserve.
Sa superficie était de 20 km2 avant 1947, mais elle a été ensuite agrandie pour atteindre sa superficie actuelle.

## Milieu naturel
La réserve est couverte à 80 % d'une forêt de pins et d'épicéas. Parmi les lieux d'intérêt, on trouve la fameuse chute de Kivatch sur la rivière Souna, et la forêt de Sopokhs, qui comporte des arbres de plus de trois siècles et demi. Environ 5 % de la réserve est constitué de marécages, où pousse une végétation riche. La réserve présente toutes les formes de relief de Carélie, ce qui explique la diversité de sa faune et de sa flore. Dans les dépressions se cachent de petits lacs de forêt; le plus grand d'entre eux, Pandozera, a plusieurs petites îles d'origine morainique.

## Faune et flore
La réserve compte 271 espèces de vertébrés terrestres, parmi lesquelles 216 espèces d'oiseaux, 47 espèces de mammifères, 3 espèces de reptiles et 5 espèces d'amphibiens. Les cours d'eau sont l'habitat permanent de 25 espèces de poissons. Parmi les invertébrés, 276 espèces d'araignées et 3531 espèces d'insectes ont été recensées, dont 107 sont inscrites au livre rouge de Carélie. La faune est dominée par des espèces propres à la taïga, mais à la périphérie Sud de la réserve, des animaux venant d'autres milieux peuvent être rencontrés : campagnol commun, caille, perdrix, râle des genêts, faucon crécerelle, loriot, grenouille des champs, et autres.
En ce qui concerne la flore, la réserve recense 780 espèces de plantes de 239 genres et de 85 familles, 325 espèces de lichens, et 193 espèces de mousses. Une grande partie d'entre elles est protégée en Carélie, et certaines sont inscrites au livre rouge.

## Climat
Le climat est caractérisé par une période hivernale glaciale longue, et par des étés très courts. La température moyenne annuelle est de −2,4 °C. La durée de la période sans gel varie entre 104 et 153 jours. La période de croissance des végétaux dure environ 90 jours.
Les précipitations annuelles moyennes se montent à environ 650 mm. Le parc est couvert de neige environ 166 jours par an (du 11 novembre  au 25 avril), jusqu'à 200 jours parfois. Il s'écoule en moyenne 26 jours entre la première neige et la formation d'une couche de neige permanente; cette couverture permanente se forme entre le 19 octobre et le 12 décembre, et atteint en moyenne une épaisseur de 83 cm à la fin de l'hiver. Dans les forêts au printemps, du début de sa dégradation à son évacuation complète, il s'écoule en moyenne 7 jours.
La température mensuelle moyenne en janvier est de −10,4 °C, et de +15,6 °C en juillet. Au printemps, et surtout en automne, la météo est instable.

## Fonctionnement de la réserve
La réserve accueille chaque année plusieurs milliers de touristes, qui viennent notamment visiter la cascade de Kivatch. L'accès à la réserve est payant. Des études de l'impact anthropique des visiteurs sur la nature sont menées dans la réserve, et des mesures sont prises pour en atténuer les conséquences.
Les activités de la réserve se déclinent selon quatre axes :
- la surveillance de la réserve pour protéger sa biodiversité ;
- la recherche scientifique et l'observation du milieu ;
- la sensibilisation des touristes aux questions environnementales ;
- la formation à la sécurité environnementales et à l'observation d'un milieu naturel[5].

## Galerie

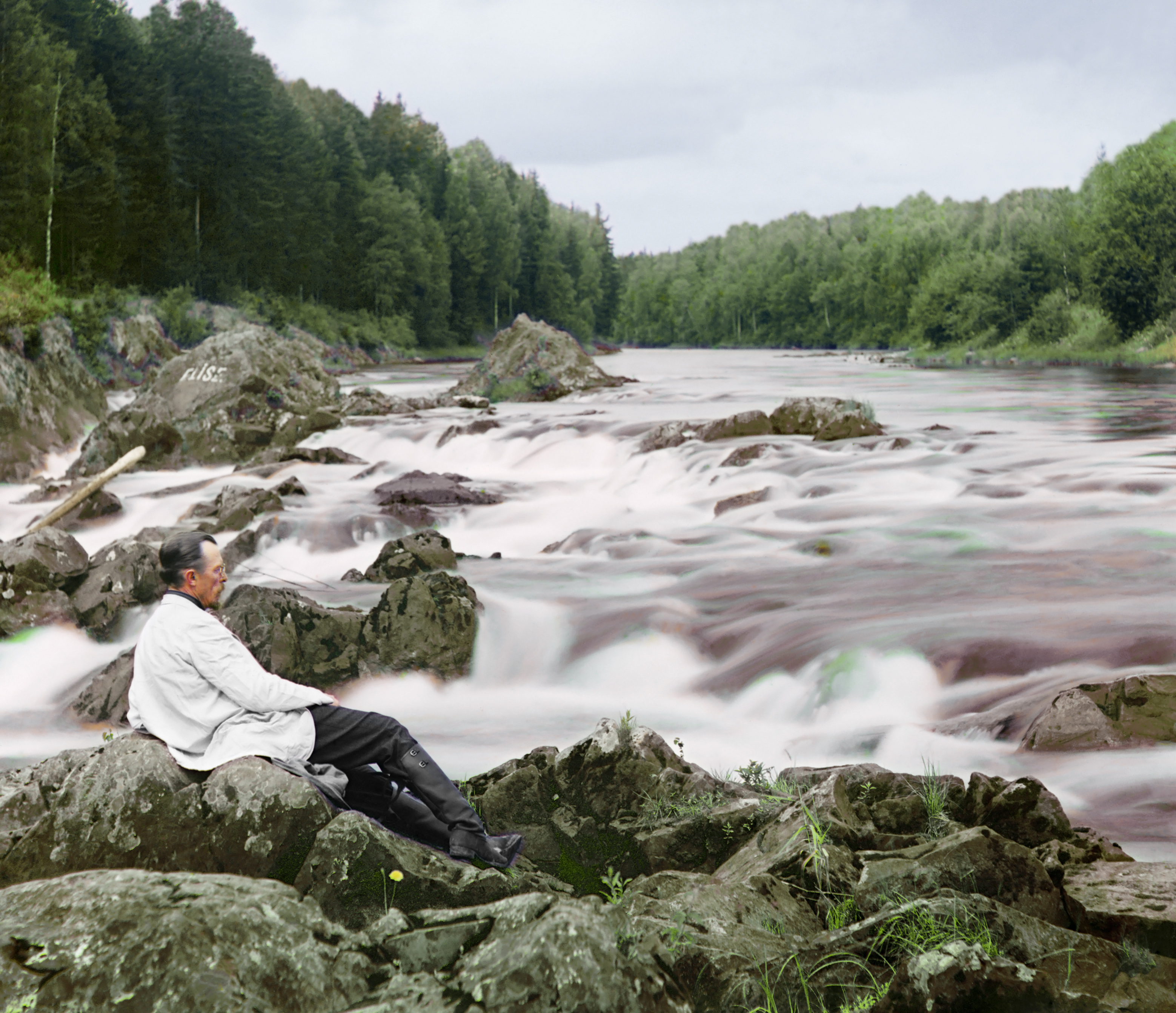
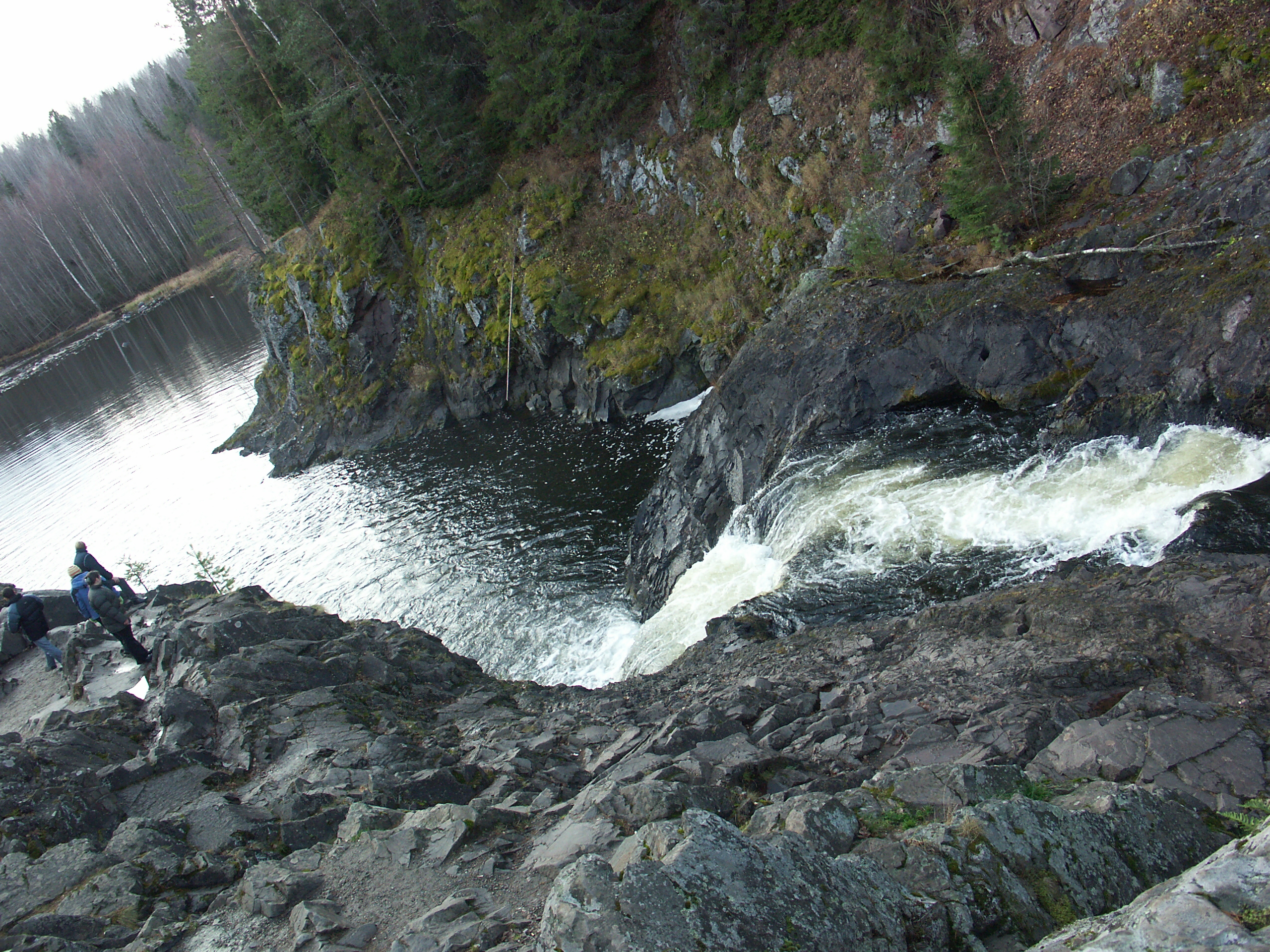
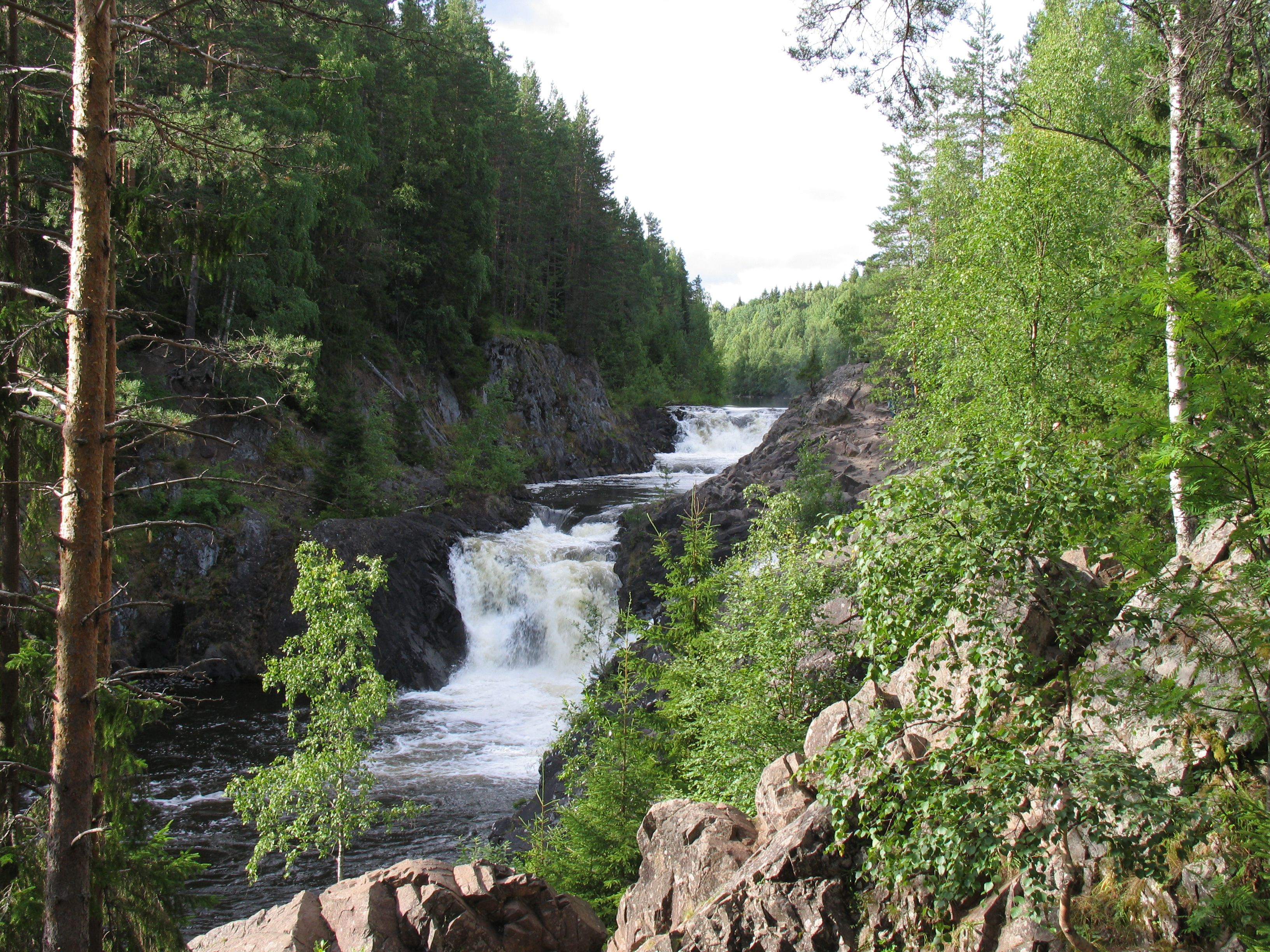
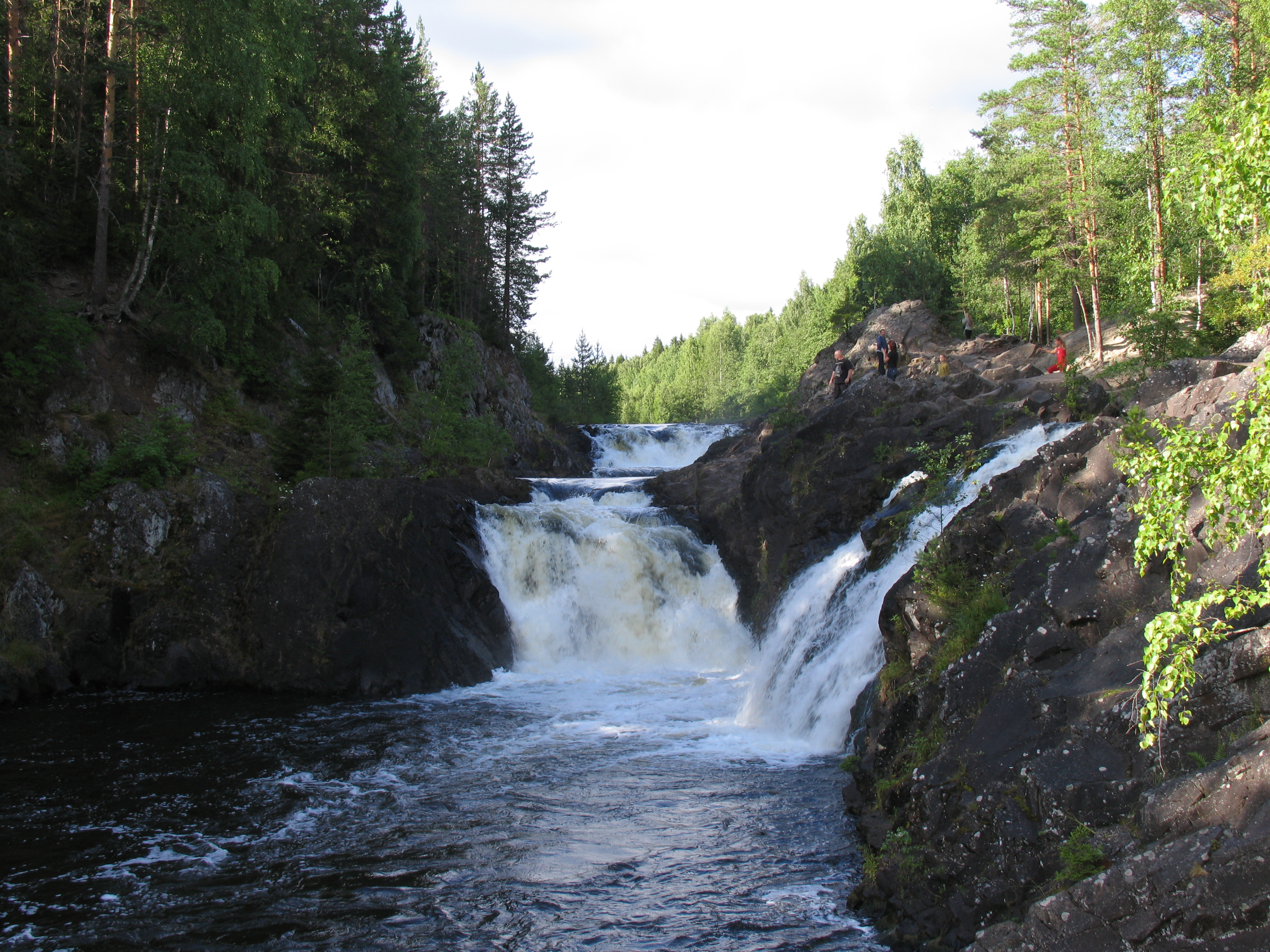
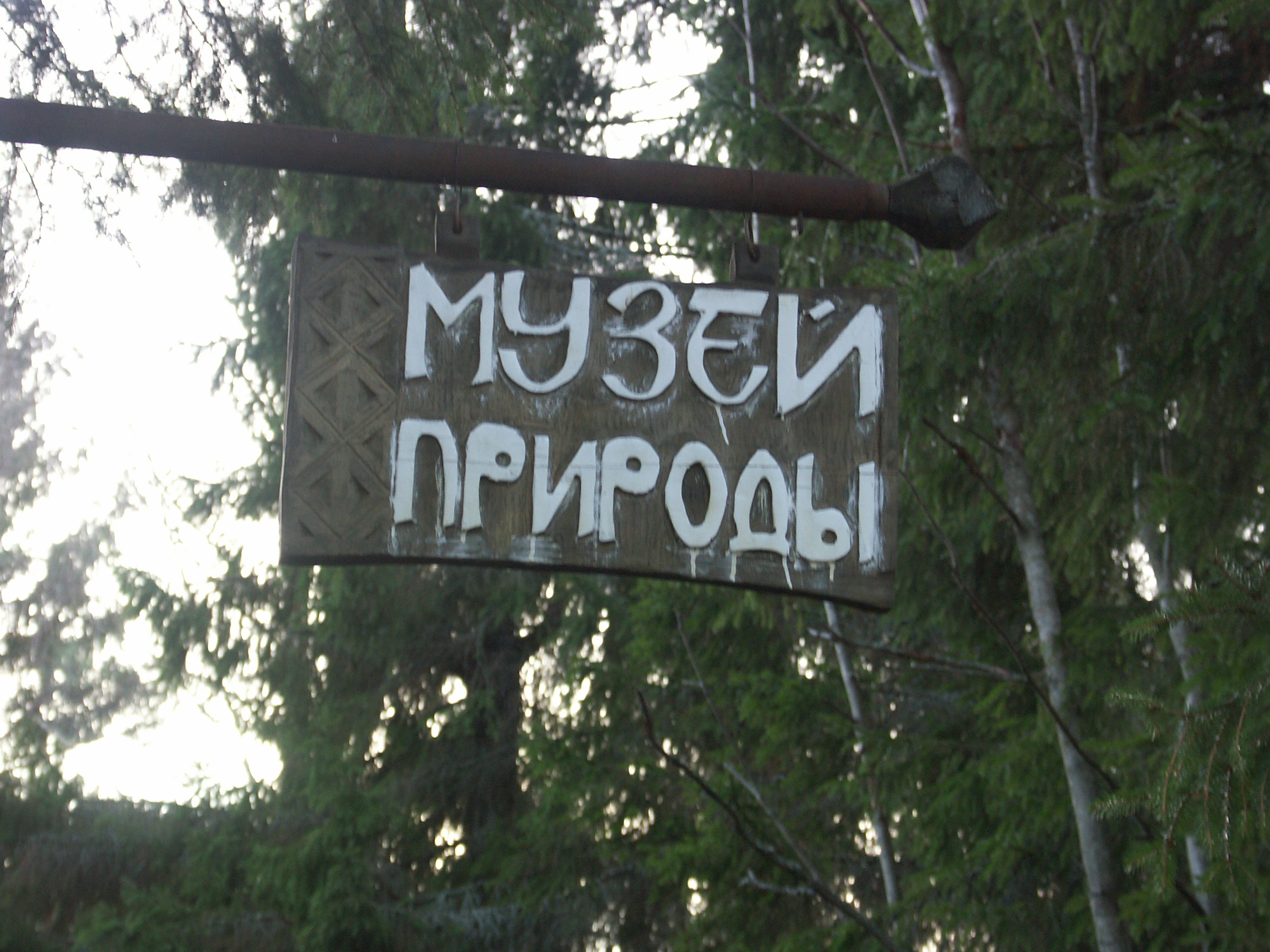